# Alberto Alcibiade di Brandeburgo-Kulmbach
Alberto Alcibiade di Brandeburgo-Kulmbach (Ansbach, 28 marzo 1522 – Pforzheim, 8 gennaio 1557) fu Margravio di Brandeburgo-Kulmbach (conosciuto anche col nome di Brandeburgo-Bayreuth).
Per la sua natura bellicosa, ricevette il soprannome di Alcibiade dopo la sua morte; durante la sua vita Alberto venne conosciuto come Bellator (il Guerrafondaio). Egli era membro della Casata di Hohenzollern, del ramo di Franconia.

## Biografia
Alberto era nato ad Ansbach e, avendo perso il padre Casimiro nel 1527, passò sotto la tutela dello zio, il Margravio Giorgio di Brandeburgo-Ansbach, strenuo aderente del Protestantesimo. Ebbe come precettore Vincentius Opsopoeus.
Nel 1541 ricevette Bayreuth come parte dell'eredità della propria famiglia, ma capitale del principato fu Kulmbach, motivo per cui è solitamente indicato col titolo di Margravio di Brandeburgo-Kulmbach.
Il suo carattere scandì la sua carriera militare. Egli raccolse un drappello di soldati ed assistette l'Imperatore Carlo V nella sua guerra contro la Francia nel 1543. La Pace di Crepy-en-Laonnois nel settembre 1544 lo privò del suo impiego, ma egli era riuscito a guadagnarsi un'ottima reputazione e quando Carlo V stava preparando l'attacco alla Lega di Smalcalda, egli prese nuovamente posizioni vittoriose. Combattendo nell'Elettorato di Sassonia, Alberto venne catturato a Rochlitz nel marzo del 1547 dall'Elettore Giovanni Federico, ma venne rilasciato come risultato della vittoria dell'Imperatore nella Battaglia di Mühlberg nell'aprile seguente.
Alberto seguì successivamente le fortune dell'amico Elettore, Maurizio di Sassonia, disertando Carlo V, ed aderendo alla lega che si proponeva di rovesciare l'Imperatore attraverso un'alleanza con Enrico II di Francia. Prese parte alla campagna militare successiva, ma quando venne siglata la Pace di Passau, nell'agosto del 1552, si separò dai propri alleati e iniziò una crociata nelle campagne della Franconia. Avendo estorto una gran somma di denaro ai cittadini di Norimberga, egli contestò i propri sostenitori, il Re di Francia, e offrì i propri servigi all'Imperatore. Carlo V, ansioso di avvalersi ancora del prezioso condottiero, consentì ad Alberto di rientrare al suo servizio, revocando l'editto col quale aveva posto le sue terre sotto la giurisdizione dei vescovi di Würzburg e Bamberga: il suo valore premiò l'Imperatore, con la firma del trattato di Metz nel gennaio del 1553.
Quando Carlo lasciò la Germania, Alberto riprese le proprie scorrerie in Franconia. Presto si creò una lega nel tentativo di fermarlo, e Maurizio di Sassonia fu a capo di questa coalizione. Le forze rivali si scontrarono nella Battaglia di Sievershausen il 9 luglio 1553, e dopo il combattimento Alberto risultò sconfitto. Il Duca Enrico V di Brunswick-Lüneburg prese il comando delle truppe della lega e Alberto, dopo essere stato posto sotto bando imperiale nel dicembre del 1553, venne definitivamente sconfitto dal Duca Enrico e costretto all'esilio in Francia. Qui entrò al servizio di Enrico II di Francia ed iniziò una campagna per riprendere possesso delle proprie terre, ma morì a Pforzheim l'8 gennaio 1557.

## Ascendenza
|                                      |                            |                                      | Genitori                                |  |  | Nonni |  |  | Bisnonni                      |  |  | Trisnonni                     |  |
|                                      |                            |                                      |                                         |  |  |       |  |  | 8. Alberto III di Brandeburgo |  |  | 16. Federico I di Brandeburgo |  |
|                                      |                            |                                      |                                         |  |  |       |  |  | 8. Alberto III di Brandeburgo |  |  | 16. Federico I di Brandeburgo |  |
|                                      |                            | 17. Elisabetta di Baviera-Landshut   |                                         |  |  |       |  |  | 8. Alberto III di Brandeburgo |  |  |                               |  |
| 4. Federico I di Brandeburgo-Ansbach |                            |                                      |                                         |  |  |       |  |  | 8. Alberto III di Brandeburgo |  |  |                               |  |
|                                      |                            | 9. Anna di Sassonia                  | 18. Federico II di Sassonia             |  |  |       |  |  |                               |  |  |                               |  |
|                                      |                            | 9. Anna di Sassonia                  | 18. Federico II di Sassonia             |  |  |       |  |  |                               |  |  |                               |  |
|                                      |                            | 9. Anna di Sassonia                  | 19. Margherita d'Austria                |  |  |       |  |  |                               |  |  |                               |  |
| 2. Casimiro di Brandeburgo-Bayreuth  |                            | 9. Anna di Sassonia                  |                                         |  |  |       |  |  |                               |  |  |                               |  |
|                                      |                            | 10. Casimiro IV di Polonia           | 20. Ladislao II Jagellone               |  |  |       |  |  |                               |  |  |                               |  |
|                                      |                            | 10. Casimiro IV di Polonia           | 20. Ladislao II Jagellone               |  |  |       |  |  |                               |  |  |                               |  |
|                                      |                            | 10. Casimiro IV di Polonia           | 21. Sofia Alšėniškė                     |  |  |       |  |  |                               |  |  |                               |  |
| 5. Sofia di Polonia                  |                            | 10. Casimiro IV di Polonia           |                                         |  |  |       |  |  |                               |  |  |                               |  |
|                                      |                            | 11. Elisabetta d'Asburgo             | 22. Alberto II d'Asburgo                |  |  |       |  |  |                               |  |  |                               |  |
|                                      |                            | 11. Elisabetta d'Asburgo             | 22. Alberto II d'Asburgo                |  |  |       |  |  |                               |  |  |                               |  |
|                                      |                            | 11. Elisabetta d'Asburgo             | 23. Elisabetta di Lussemburgo           |  |  |       |  |  |                               |  |  |                               |  |
| 1. Alberto Alcibiade                 |                            | 11. Elisabetta d'Asburgo             |                                         |  |  |       |  |  |                               |  |  |                               |  |
|                                      | 12. Alberto III di Baviera | 24. Ernesto di Baviera-Monaco        |                                         |  |  |       |  |  |                               |  |  |                               |  |
|                                      | 12. Alberto III di Baviera | 24. Ernesto di Baviera-Monaco        |                                         |  |  |       |  |  |                               |  |  |                               |  |
|                                      | 12. Alberto III di Baviera | 25. Elisabetta Visconti              |                                         |  |  |       |  |  |                               |  |  |                               |  |
| 6. Alberto IV di Baviera             | 12. Alberto III di Baviera |                                      |                                         |  |  |       |  |  |                               |  |  |                               |  |
|                                      |                            | 13. Anna di Braunschweig-Grubenhagen | 26. Erich I di Braunschweig-Grubenhagen |  |  |       |  |  |                               |  |  |                               |  |
|                                      |                            | 13. Anna di Braunschweig-Grubenhagen | 26. Erich I di Braunschweig-Grubenhagen |  |  |       |  |  |                               |  |  |                               |  |
|                                      |                            | 13. Anna di Braunschweig-Grubenhagen | 27. Elisabetta di Brunswick-Göttingen   |  |  |       |  |  |                               |  |  |                               |  |
| 3. Susanna di Baviera                |                            | 13. Anna di Braunschweig-Grubenhagen |                                         |  |  |       |  |  |                               |  |  |                               |  |
|                                      |                            | 14. Federico III d'Asburgo           | 28. Ernesto I d'Asburgo                 |  |  |       |  |  |                               |  |  |                               |  |
|                                      |                            | 14. Federico III d'Asburgo           | 28. Ernesto I d'Asburgo                 |  |  |       |  |  |                               |  |  |                               |  |
|                                      |                            | 14. Federico III d'Asburgo           | 29. Cimburga di Masovia                 |  |  |       |  |  |                               |  |  |                               |  |
| 7. Cunegonda d'Austria               |                            | 14. Federico III d'Asburgo           |                                         |  |  |       |  |  |                               |  |  |                               |  |
|                                      |                            | 15. Eleonora d'Aviz                  | 30. Edoardo del Portogallo              |  |  |       |  |  |                               |  |  |                               |  |
|                                      |                            | 15. Eleonora d'Aviz                  | 30. Edoardo del Portogallo              |  |  |       |  |  |                               |  |  |                               |  |
|                                      |                            | 15. Eleonora d'Aviz                  | 31. Eleonora di Trastámara              |  |  |       |  |  |                               |  |  |                               |  |
|                                      |                            | 15. Eleonora d'Aviz                  |                                         |  |  |       |  |  |                               |  |  |                               |  |